# Parkeisenbahn Vatterode
| Streckenlänge: | 1,3 km              |                          |                          |
| Spurweite: | 500 mm (Schmalspur) |                          |                          |
| Streckengeschwindigkeit: | 15 km/h             |                          |                          |
| |                     |                          |                          |
| \| \| \| \| \| \| \| \| Mansfeld Schleife (Lage) \| \| \| \| \| \| \| \| \| \| \| \| \| \| \| \| \| \| \| \| Wippergrund (Lage) \| \| |                     |                          |                          |
| Strecke von links · Strecke von rechts                                                                                                |                     |                          |                          |
| Bahnhof · Strecke geradeaus |                     | Mansfeld Schleife (Lage) | Mansfeld Schleife (Lage) |
| Strecke nach links · Abzweig geradeaus und von rechts                                                                                 |                     |                          |                          |
| Strecke |                     |                          |                          |
| Bahnübergang |                     |                          |                          |
| Kopfbahnhof Streckenende |                     | Wippergrund (Lage)       | Wippergrund (Lage)       |

Die Parkeisenbahn Vatterode ist eine schmalspurige Parkeisenbahn und ehemalige Pioniereisenbahn. Sie wurde 1967 eröffnet, 2008 vorübergehend stillgelegt und 2016 wieder in Betrieb genommen. Sie verbindet die Ortschaft Vatterode in Sachsen-Anhalt mit dem Naherholungsgebiet Vatteröder Teich. 
Derzeit wird an ausgewählten Wochenenden ein Fahrbetrieb angeboten, sofern das erforderliche Personal zur Verfügung steht.

## Geschichte

### 1967–1990: Beginn als Pioniereisenbahn
Ab Mai 1967 errichteten Mitarbeiter des Transportbetriebes des Mansfeldkombinates „Wilhelm Pieck“ in einer sechswöchigen Bauphase die gesamte Anlage. Nicht dokumentiert, aber mehrfach durch Augenzeugen bestätigt, wirkten auch Häftlinge der Justizvollzugsanstalt Volkstedt beim Gleisbau mit.
Am 2. Juli 1967 wurde die Eisenbahn als „Pioniereisenbahn ‚Junges Leben‘ Vatterode“ eröffnet. Den Beinamen „Junges Leben“ erhielt sie aufgrund des am 3. Juli 1967 begangenen „Tag des Bergmanns“. Zum Zeitpunkt der Eröffnung war sie die 11. Pioniereisenbahn der Deutschen Demokratischen Republik. Mit ihrer Spurweite von 500 mm ist sie ein Unikat unter diesen.
Innerhalb der ersten 15 Jahre ihres Bestehens wurden erhebliche technische Änderungen an der bis dahin überwiegend handbetriebenen Stellwerkstechnik durchgeführt. Die Einführung von Lichtsignalen, elektrischen Weichen sowie der Austausch der Schranke gegen eine Haltlichtanlage hatten den Lehrcharakter der Anlage erheblich verbessert.

### 1990–2008: Entwicklung nach der Wende
1990 wurde die „Pioniereisenbahn 'Junges Leben' Vatterode“ in „Parkeisenbahn Vatterode“ umbenannt. Nach langem Hin und Her mit der Bundesanstalt für Vereinigungsbedingte Sonderaufgaben (ehemals „Treuhandanstalt“) wurde die Parkeisenbahn Anfang 1996 kommunalisiert und damit der Landkreis Mansfelder Land neuer Eigentümer. Als Betreiber trat das private Eisenbahnverkehrsunternehmen Kreisbahn Mansfelder Land (KML) auf. Ab 1. Juli 2007 ging das Eigentumsrecht im Zuge einer Kreisgebietsreform an den neuen Landkreis Mansfeld-Südharz über.

### 2008–2010: Vorübergehende Einstellung des Fahrbetriebs
Nach Auslaufen des Betreibervertrags fanden im August 2008 die vorerst letzten Fahrten der Parkeisenbahn statt. Faktoren, die zur Einstellung beitrugen, waren ständige Zuschusskürzungen und geringes Fahrgastinteresse, sodass kein wirtschaftlicher Betrieb mehr zu machen war.

### Seit 2010: Aufarbeitung und Wiederinbetriebnahme
Zum 18. März 2010 übernahm Björn Garten als Privatperson die Parkeisenbahn vom Landkreis mit dem Ziel, die Bahn zu erhalten und wieder in Betrieb zu nehmen. Dies gestaltete sich aufwändig, da die Strecke, Fahrzeuge und Gebäude in schlechtem Zustand waren und zunächst saniert und aufgearbeitet werden mussten, was ab 2010 mithilfe zahlreicher ehrenamtlicher Helfer geschah. 
Nach erfolgter Prüfung und Probefahrt durch die Landesbevollmächtigten für Bahnaufsicht am 21. Juli 2016 und Nachreichung fehlender Dokumente am 31. Juli 2016, wurde die entsprechende Zulassung erteilt und der Fahrbetrieb am 6. August 2016 wiedereröffnet.

## Strecke
Das seit Anfang der 1960er Jahre populär gewordene Naherholungsgebiet am Vatteröder Teich bildet einen der Endpunkte der Bahn. Der dortige Bahnhof trägt den Namen „Mansfeld Schleife“ und beschreibt somit auch schon den Charakter der Gleisanlage. Eine Wendeschleife für schnelle Richtungswechsel bildet den Gegenpol zur Ausweichstelle am Bahnhof „Wippergrund“, an der aufwendig die Lok um den Zug rangiert und (ggf.) sogar gedreht werden muss. Letztgenannter Bahnhof ist am Ausgang der Ortschaft Vatterode gelegen. Die Strecke dazwischen verläuft entlang der Kreisstraße auf einer Länge von etwa einem Kilometer und kreuzt dabei einen mit einer Haltlichtanlage gesicherten nichtöffentlichen Weg.

## Fahrzeuge

### Regelfahrzeuge

#### Lokomotiven

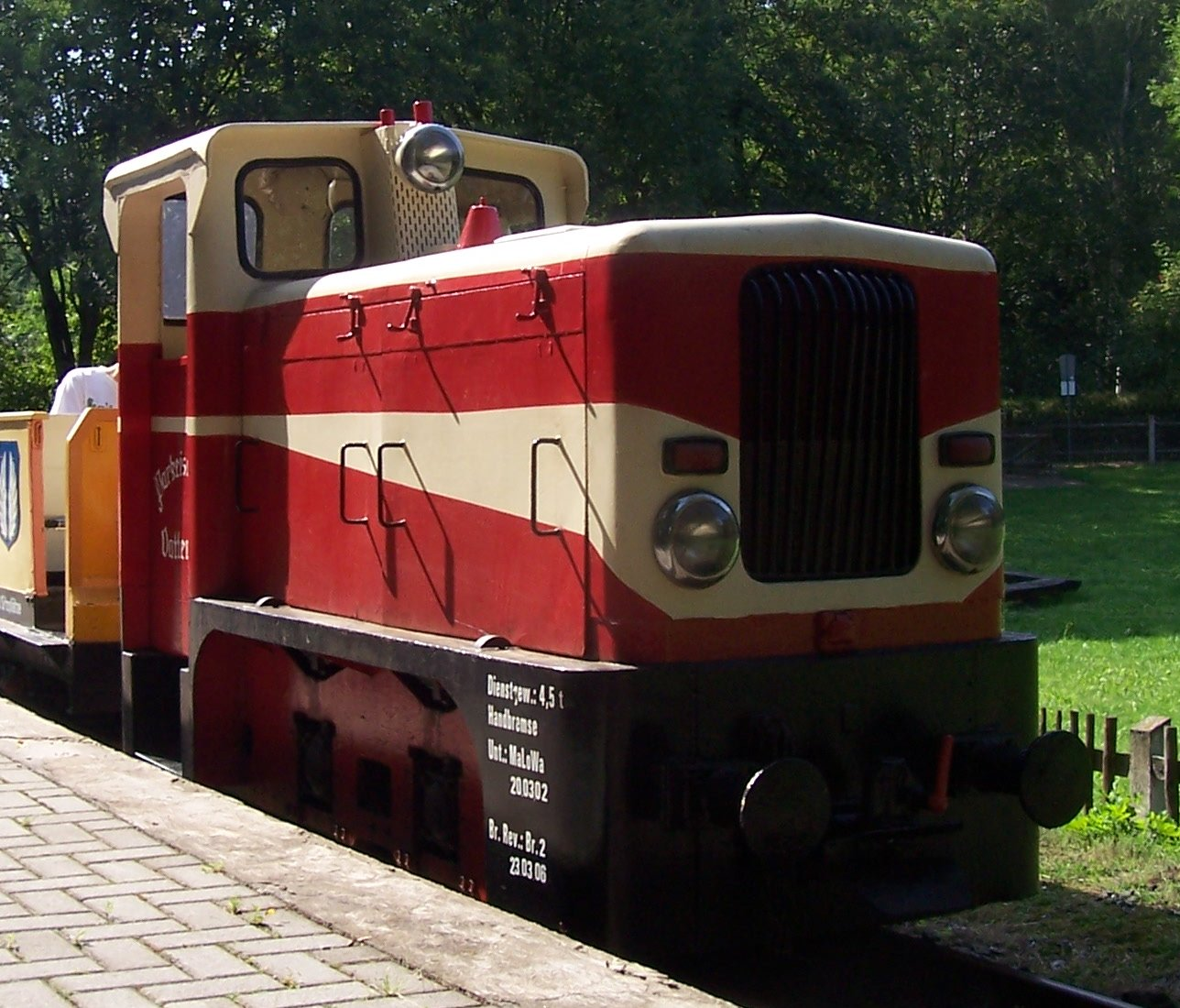
Lokomotive EL9-001

- Akkumulator-Lokomotive EL9-001 (Nachbildung einer BR V10c; in Aufarbeitung) Lokomotive EL9-001

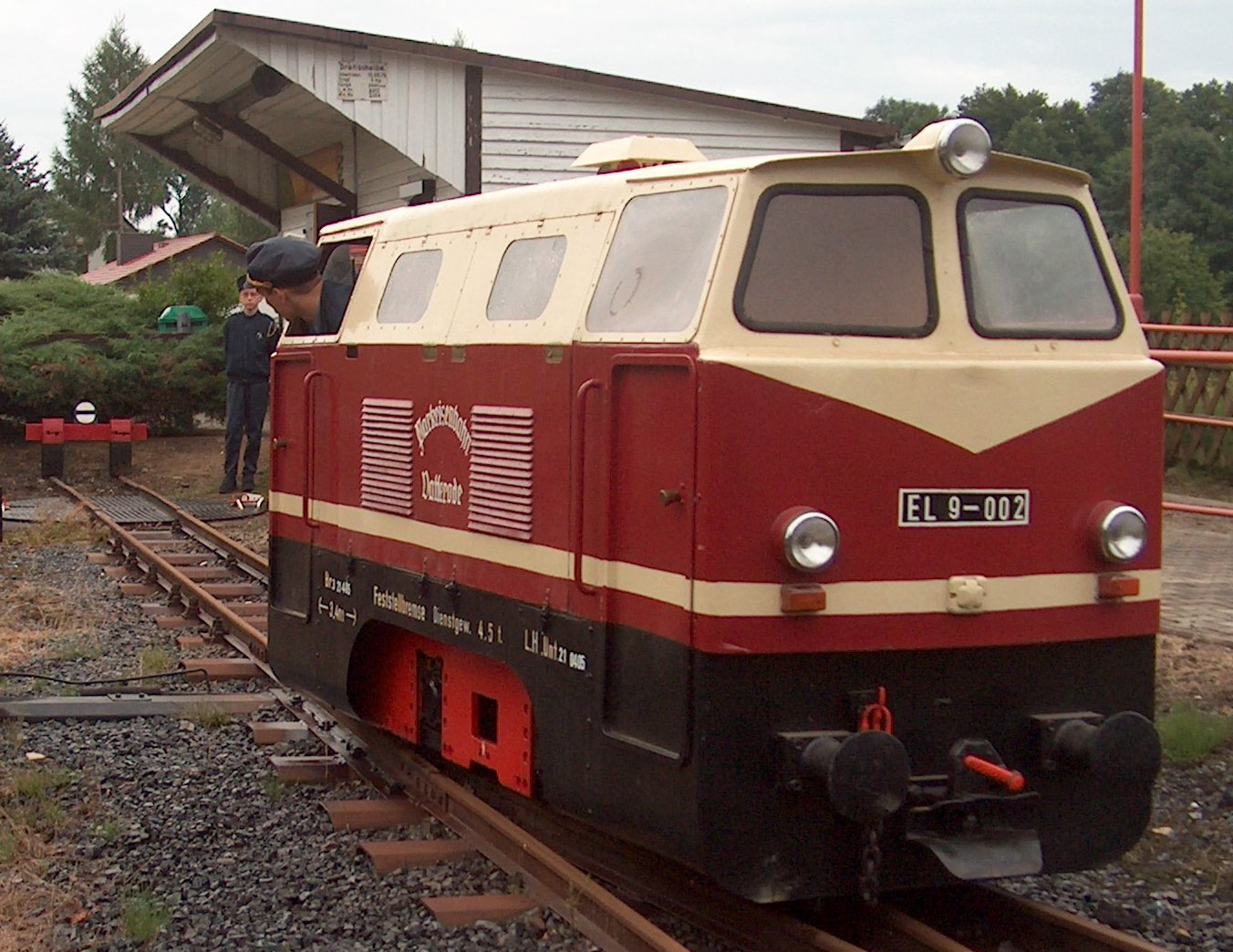
Lokomotive EL9-002

- Akkumulator-Lokomotive EL9-002 (Nachbildung einer BR V180; in Betrieb) Lokomotive EL9-002

#### Wagen
- 2 offene Endwagen 20-01 & 20-08 (mit Handbremse und Kupplung Lok-Wagen; beide in Betrieb)
- 6 offene Mittelwagen 20-02 - 20-07 (nur Kupplung Wagen-Wagen; davon drei in Betrieb)
- 1 offener Rollstuhlwagen 20-09 (nur Kupplung Wagen-Wagen; außer Betrieb)

### Nebenfahrzeuge
- 2 Handschiebeloren 30-01 & 30-02
- 1 Flachwagen 20-09
- 1 Kipplore

## Bahnhöfe

### Bahnhof „Mansfeld Schleife“
Der Bahnhof „Mansfeld Schleife“ liegt unmittelbar am Vatteröder Teich. Er beherbergt die Fahrzeuge in einer in das Bahnhofsgebäude integrierten Wagenhalle. Er ist mit einem elektrischen Gleisbildstellwerk mit Gleisbildpult von WSSB ausgerüstet. Vor Ort befinden sich zwei elektrische Weichen, zwei Lichthauptsignale, zwei handbediente Weichen und ein elektrisches Rangiersignal. Die Anlage ist als Gleisschleife ausgebildet.

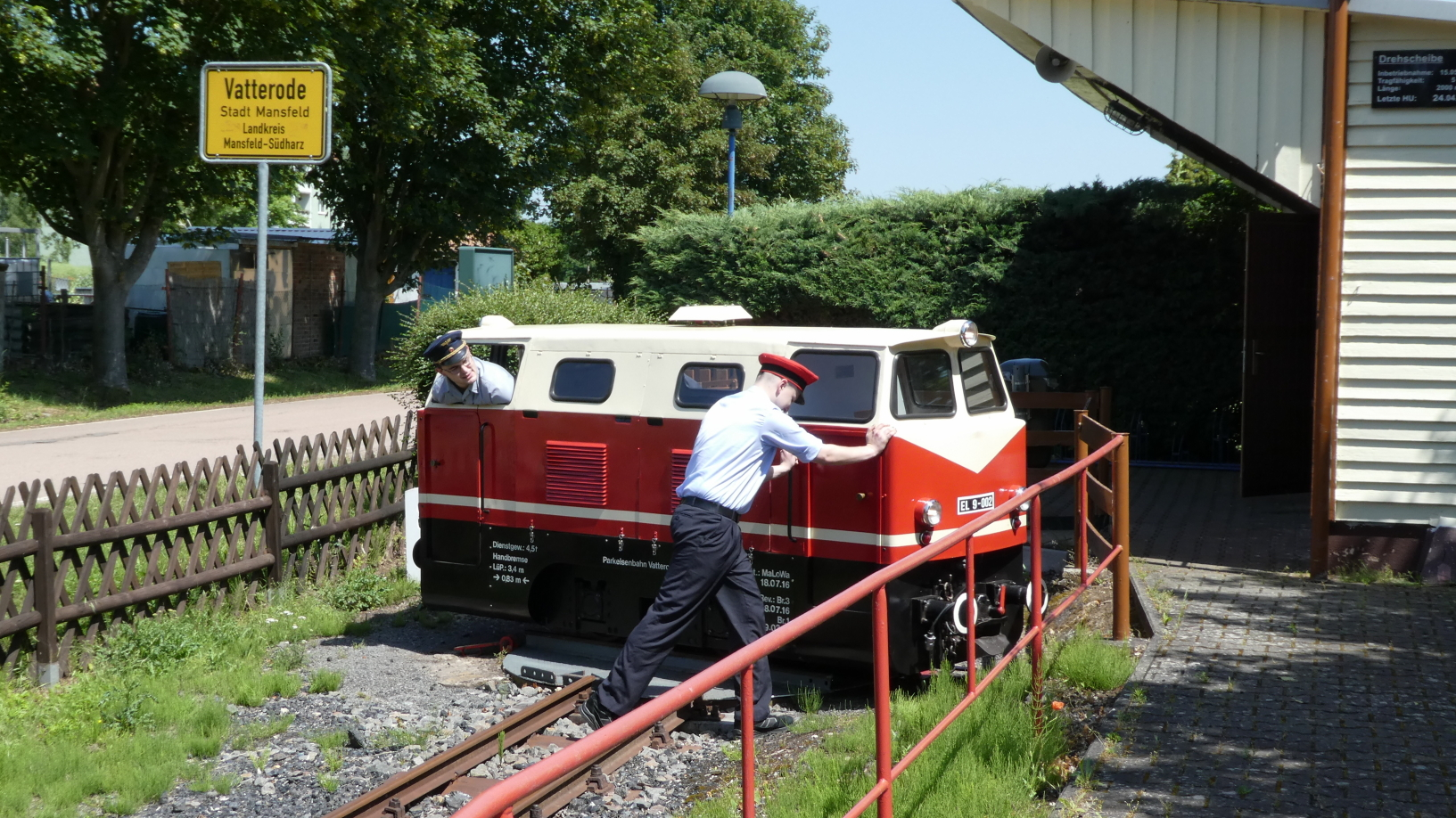
Lok EL9 wird im Bahnhof Wippergrund auf der Drehscheibe gewendet.

### Bahnhof „Wippergrund“
Der Bahnhof „Wippergrund“ liegt am Ausgang der Ortschaft Vatterode. Auch hier findet man ein elektrisches Gleisbildstellwerk mit Gleisbildpult von WSSB. Die Ausstattung umfasst eine elektrische Weiche, eine Rückfallweiche, zwei elektrische Lichthauptsignale, zwei elektrische Rangiersignale und eine Drehscheibe. Dem Bahnhof zugeordnet ist ein technisch gesicherter Bahnübergang mit drei Andreaskreuzen und zwei Signalen So 16.